# Epimeria annabellae
Epimeria annabellae is een vlokreeftensoort uit de familie van de Epimeriidae. De wetenschappelijke naam van de soort is voor het eerst geldig gepubliceerd in 1994 door Coleman.